# Birnaviridae
 (janvier 2018).
Si vous disposez d'ouvrages ou d'articles de référence ou si vous connaissez des sites web de qualité traitant du thème abordé ici, merci de compléter l'article en donnant les références utiles à sa vérifiabilité et en les liant à la section « Notes et références ».
Famille
Les Birnaviridae sont une famille de virus utilisant les Salmonidés, les jeunes poulets sexuellement immatures et les insectes comme hôtes naturels.

## Espèces
La famille comporte 11 espèces, divisées en 7 genres :
- Aquabirnavirus,
- Avibirnavirus,
- Blosnavirus,
- Dronavirus,
- Entomobirnavirus,
- Ronavirus,
- Telnavirus.

## Maladies associées
Les maladies associées à cette famille de virus sont :
- La nécrose pancréatique infectieuse touchant les salmonidés et qui a causé des pertes importantes à l'industrie de l'aquaculture.
- Des infections chroniques chez l'adulte
- Des maladies virales aiguës chez les jeunes salmonidés.

## Référence biologique
- (en) ICTV : Birnaviridae  (consulté le 25 janvier 2021)